# 多卡斯·阿乔克·艾德索康
多卡斯·阿乔克·艾德索康（Dorcas Ajoke Adesokan，1998年7月5日—），尼日利亞女子羽毛球運動員。

## 簡歷
2018年6月，多卡斯·阿乔克·艾德索康出戰科特迪瓦羽毛球國際賽，除個人贏得女子單打比賽冠軍外，又與克莱门特·克罗巴克波合作贏得混合雙打比賽冠軍。

## 主要比賽成績
只列出曾進入準決賽的國際賽事成績：
| 年份   | 賽事                                     | 公開賽級別 | 項目     | 搭檔                       | 成績   |
| ------ | ---------------------------------------- | ---------- | -------- | -------------------------- | ------ |
| 2013年 | 毛里裘斯羽毛球國際賽                     | 未來系列賽 | 女子單打 | －                         | 準決賽 |
| 2013年 | 毛里裘斯羽毛球國際賽                     | 未來系列賽 | 女子雙打 | 格雷斯·加布里埃尔          | 亞軍   |
| 2014年 | 烏干達羽毛球國際賽                       | 國際系列賽 | 女子單打 | －                         | 準決賽 |
| 2014年 | 烏干達羽毛球國際賽                       | 國際系列賽 | 女子雙打 | Augustina Ebhomien Sunday  | 亞軍   |
| 2014年 | 烏干達羽毛球國際賽                       | 國際系列賽 | 混合雙打 | 欧拉·法贝米                | 冠軍   |
| 2014年 | 非洲羽毛球錦標賽                         | 其他       | 混合團體 | －                         | 亞軍   |
| 2014年 | 非洲羽毛球錦標賽                         | 其他       | 女子單打 | －                         | 季軍   |
| 2014年 | 非洲羽毛球錦標賽                         | 其他       | 混合雙打 | 欧拉·法贝米                | 季軍   |
| 2014年 | 拉各斯羽毛球國際挑戰賽                   | 國際挑戰賽 | 女子雙打 | Braimoh Maria              | 冠軍   |
| 2014年 | 拉各斯羽毛球國際挑戰賽                   | 國際挑戰賽 | 混合雙打 | 欧拉·法贝米                | 準決賽 |
| 2014年 | 尼日利亞羽毛球國際賽                     | 國際系列賽 | 混合雙打 | 欧拉·法贝米                | 亞軍   |
| 2015年 | 尼日利亞羽毛球國際賽                     | 國際系列賽 | 女子雙打 | Asisat Ogunkanbi           | 準決賽 |
| 2017年 | 非洲羽毛球錦標賽                         | 其他       | 混合團體 | －                         | 季軍   |
| 2017年 | 非洲羽毛球錦標賽                         | 其他       | 女子雙打 | 宰纳卜·莫莫                | 季軍   |
| 2017年 | 科特迪瓦羽毛球國際賽                     | 未來系列賽 | 女子單打 | －                         | 準決賽 |
| 2017年 | 貝寧羽毛球國際賽                         | 未來系列賽 | 女子單打 | －                         | 冠軍   |
| 2017年 | 貝寧羽毛球國際賽                         | 未來系列賽 | 女子雙打 | 托辛·达米洛拉·阿托拉格贝   | 冠軍   |
| 2017年 | 貝寧羽毛球國際賽                         | 未來系列賽 | 混合雙打 | Habeeb Temitope Bello      | 準決賽 |
| 2017年 | 拉各斯羽毛球國際挑戰賽                   | 國際挑戰賽 | 女子單打 | －                         | 準決賽 |
| 2017年 | 贊比亞羽毛球國際賽                       | 國際系列賽 | 女子單打 | －                         | 準決賽 |
| 2017年 | 南非羽毛球國際賽                         | 國際系列賽 | 女子單打 | －                         | 準決賽 |
| 2018年 | 全非洲羽毛球男女子團體錦標賽             | 其他       | 女子團體 | －                         | 亞軍   |
| 2018年 | 非洲羽毛球錦標賽                         | 其他       | 女子單打 | －                         | 亞軍   |
| 2018年 | 科特迪瓦羽毛球國際賽                     | 國際系列賽 | 女子單打 | －                         | 冠軍   |
| 2018年 | 科特迪瓦羽毛球國際賽                     | 國際系列賽 | 混合雙打 | 克莱门特·克罗巴克波        | 冠軍   |
| 2018年 | 拉各斯羽毛球國際挑戰賽                   | 國際挑戰賽 | 女子單打 | －                         | 準決賽 |
| 2018年 | 贊比亞羽毛球國際賽                       | 未來系列賽 | 女子單打 | －                         | 冠軍   |
| 2018年 | 贊比亞羽毛球國際賽                       | 未來系列賽 | 混合雙打 | 阿努奥卢瓦波·朱翁·奥佩约里 | 冠軍   |
| 2018年 | 南非羽毛球國際賽                         | 未來系列賽 | 女子單打 | －                         | 冠軍   |
| 2019年 | 全非羽毛球錦標賽                         | 其他       | 女子單打 | －                         | 冠軍   |
| 2019年 | 全非羽毛球錦標賽                         | 其他       | 女子雙打 | 乌切丘库·黛博拉·尤克       | 冠軍   |
| 2019年 | 貝寧羽毛球國際賽                         | 國際系列賽 | 女子雙打 | Chineye Ibere              | 準決賽 |
| 2019年 | 科特迪瓦羽毛球國際賽                     | 國際系列賽 | 女子單打 | －                         | 準決賽 |
| 2019年 | 加納羽毛球國際賽                         | 國際系列賽 | 女子雙打 | 乌切丘库·黛博拉·尤克       | 亞軍   |
| 2019年 | 非洲運動會羽毛球比賽                     | 其他       | 混合團體 | －                         | 銅牌   |
| 2019年 | 非洲運動會羽毛球比賽                     | 其他       | 女子單打 | －                         | 銀牌   |
| 2019年 | 非洲運動會羽毛球比賽                     | 其他       | 女子雙打 | 烏切丘庫·黛博拉·尤克       | 銀牌   |
| 2019年 | 喀麥隆羽毛球國際賽                       | 國際系列賽 | 女子單打 | －                         | 亞軍   |
| 2019年 | 尚比亞羽毛球國際賽（页面存档备份，存于） | 未來系列賽 | 女子單打 | －                         | 冠軍   |
| 2019年 | 南非羽毛球國際賽                         | 未來系列賽 | 女子單打 | －                         | 準決賽 |
| 2020年 | 全非羽毛球錦標賽                         | 其他       | 女子單打 | －                         | 亞軍   |
| 2020年 | 全非羽毛球錦標賽                         | 其他       | 女子雙打 | 烏切丘庫·黛博拉·尤克       | 亞軍   |
| 2024年 | 全非洲羽毛球男女子團體錦標賽             | 其他       | 女子團體 | －                         | 季軍   |
| 2024年 | 全非羽毛球錦標賽                         | 其他       | 女子雙打 | Sofiat Arinola Obanishola  | 季軍   |
| 2024年 | 非洲運動會羽毛球比賽                     | 其他       | 女子單打 | －                         | 銅牌   |
| 2024年 | 非洲運動會羽毛球比賽                     | 其他       | 女子雙打 | Sofiat Arinola Obanishola  | 銅牌   |
| 2024年 | 拉各斯羽毛球國際經典賽                   | 國際挑戰賽 | 女子單打 | －                         | 準決賽 |
| 2024年 | 拉各斯羽毛球國際經典賽                   | 國際挑戰賽 | 女子雙打 | Aminat Oluwafunke Ilori    | 準決賽 |

| 2007-2017年 | 首要超級賽 | 超級賽 | 黃金大獎賽 | 大獎賽 | 國際挑戰賽 | 國際系列賽 | 未來系列賽 | 其他 |

| 2018-2026年 | 總決賽 | 超級1000賽 | 超級750賽 | 超級500賽 | 超級300賽 | 超級100賽 | 國際挑戰賽 | 國際系列賽 | 未來系列賽 | 其他 |

### 奧運會和世錦賽參賽紀錄
| 項目     | 2020       |
| -------- | ---------- |
| 女子單打 | 小組第三名 |